# Yasuo Suzuki
Yasuo Suzuki (鈴木保男?, Suzuki Yasuo; Prefettura di Kanagawa, 30 aprile 1913 – agosto 2000) è stato un calciatore giapponese, di ruolo difensore.